# لي ريتورد
لي ريتورد (بالإنجليزية: Le Ritord)‏ هو أحد جبال سلسلة جبال الألب بينيني وجزء من القمة الأم غراندي إيغويلي يقع في كانتون فاليز، سويسرا. يبلغ ارتفاع الجبل حوالي 3556 متر، بينما يبلغ ارتفاع نتوء الجبل 61 متر.